# اصلان بی‌لی
اصلان بی‌لی (به لاتین: Aslanbəyli) یک منطقه مسکونی در جمهوری آذربایجان است که در شهرستان قزاق واقع شده است. اصلان بی‌لی ۳۷۷۲ نفر جمعیت دارد.

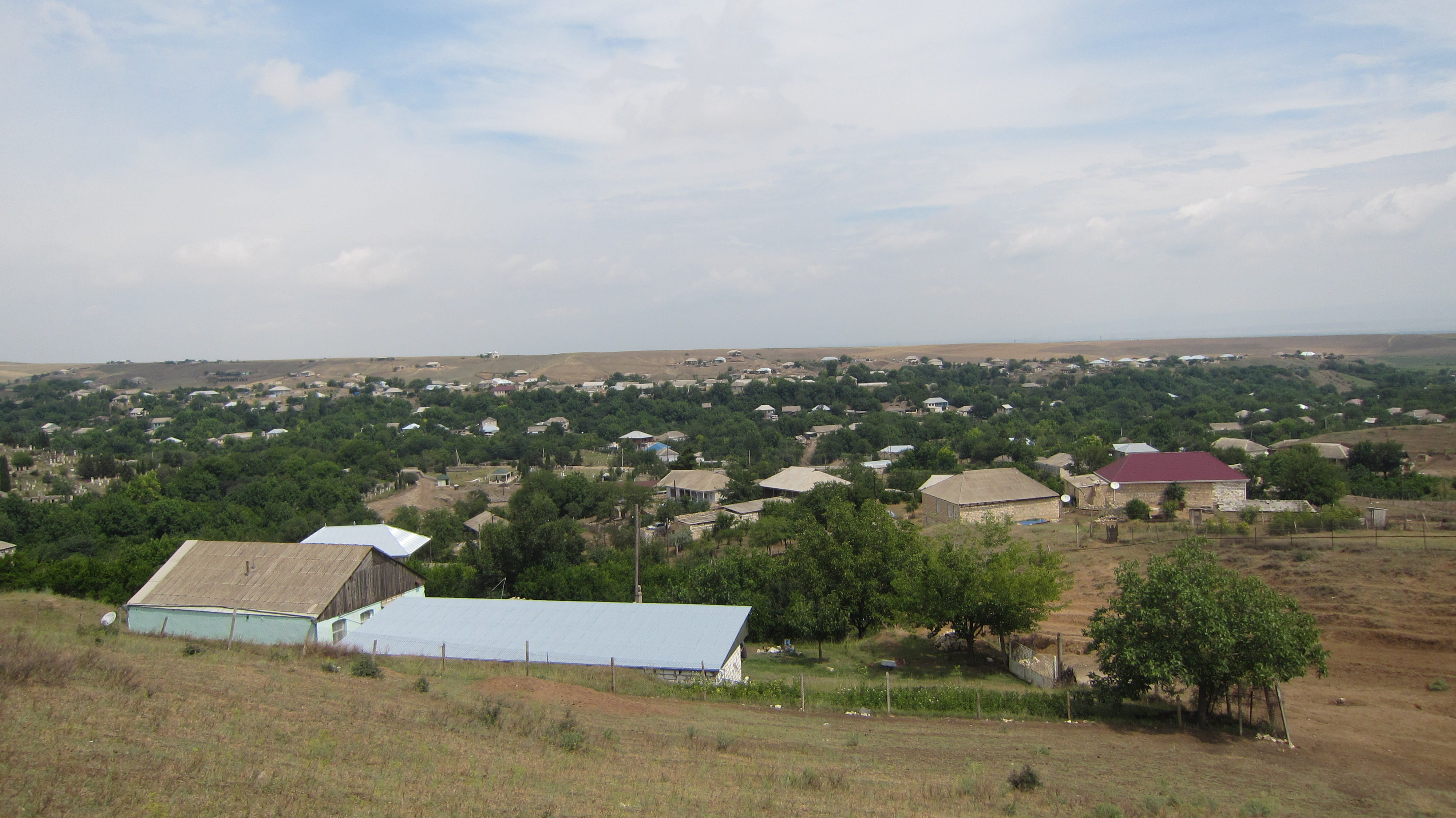